# Верхнє Атиково
Верхнє Ати́ково (рос. Верхнее Атыково, чув. Çăл Атăк) — присілок у складі Батиревського району Чувашії, Росія. Входить до складу Шаймурзинського сільського поселення.
Населення — 336 осіб (2010; 422 у 2002).
Національний склад:
- чуваші — 100 %